# Armadillidium versicolor

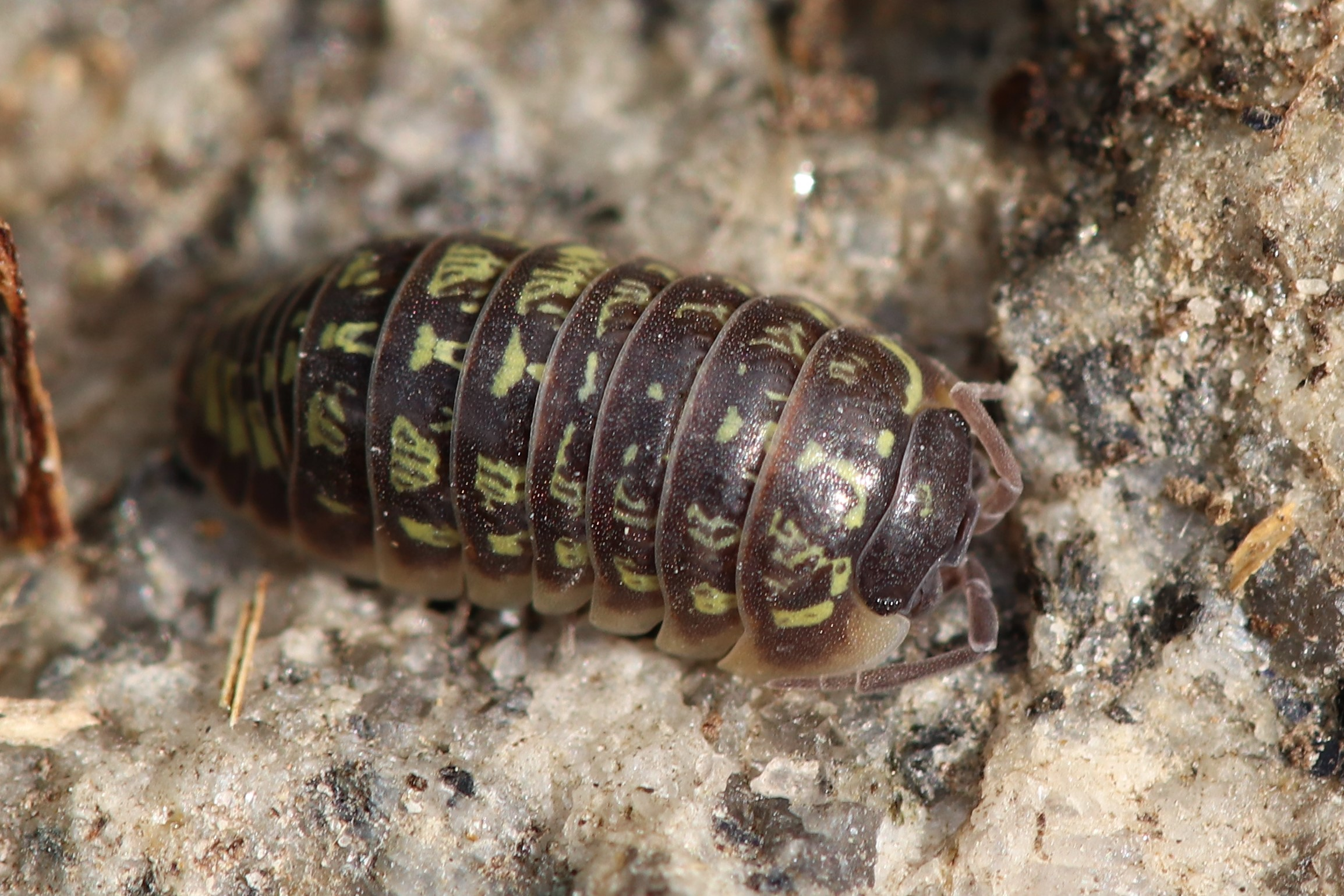
Armadillidium versicolor

Armadillidium versicolor là một loài chân đều trong họ Armadillidiidae. Loài này được Stein miêu tả khoa học năm 1859.